# Слука, Бранислав
Бранислав Слука (словац. Branislav Sluka; род. 23 января 1999, Жилина) — словакский футболист, защитник.

## Клубная карьера
Футбольную карьеру начал в 2016 году в составе клуба «Жилина Б». 28 июля 2018 года в матче против клуба «Нитра» дебютировал в чемпионате Словакии.
15 января 2022 года на правах аренды перешёл в венгерский клуб «МТК». 30 января 2022 года в матче против клуба «Мезёкёвешд» дебютировал в чемпионате Венгрии.
29 августа 2022 года на правах аренды стал игроком чешского клуба «Динамо» Ческе-Будеёвице. 30 августа 2022 года в матче против клуба «Богемианс 1905» Иваница дебютировал в чемпионате Чехии.
1 марта 2021 года подписал контракт с казахстанским клубом «Туран».

## Карьера в сборной
22 марта 2019 года дебютировал за сборную Словакии до 21 года в матче против сборной Греции до 21 года (4:3).

## Клубная статистика
| Игровая карьера | Игровая карьера          | Игровая карьера | Лига | Лига | Кубок | Кубок | Межд. | Межд. | Др. | Др. |
| --------------- | ------------------------ | --------------- | ---- | ---- | ----- | ----- | ----- | ----- | --- | --- |
| 2019/20         | Жилина                   | А               | 18   | 3    | 2     | 0     | —     | —     | —   | —   |
| 2020/21         | Жилина                   | А               | 20   | 0    | 3     | 0     | 1     | 0     | —   | —   |
| 2021/22         | Жилина                   | А               | 16   | 1    | —     | —     | 6     | 0     | —   | —   |
| 2021/22         | МТК                      | А               | 13   | 0    | —     | —     | —     | —     | —   | —   |
| 2022/23         | Жилина                   | А               | 4    | 0    | —     | —     | —     | —     | —   | —   |
| 2022/23         | Динамо (Ческе-Будеёвице) | А               | 15   | 1    | 2     | 0     | —     | —     | —   | —   |
| 2023/24         | ВиОн                     | А               | 8    | 0    | 2     | 0     | —     | —     | —   | —   |